# 松永安左エ門記念館
松永安左エ門記念館（まつながやすざえもんきねんかん）は、長崎県壱岐市石田町にある人物記念館。

## 概要
実業家で茶人としても知られる松永安左エ門の生家跡地に1971年（昭和46年）7月に開館。正式には「電力の鬼・松永安左エ門記念館」であるが、一般的には「松永記念館」と呼ばれている。ふるさと資料館を併設している。

## 運営
壱岐市が直接運営している。
- 開館時間 9:00～17:00
- 休館日 毎週水曜日、年末年始（12月29日～1月3日）
- 入館料 有料

## 施設
- 敷地面積　1,604.8m2

## 展示物

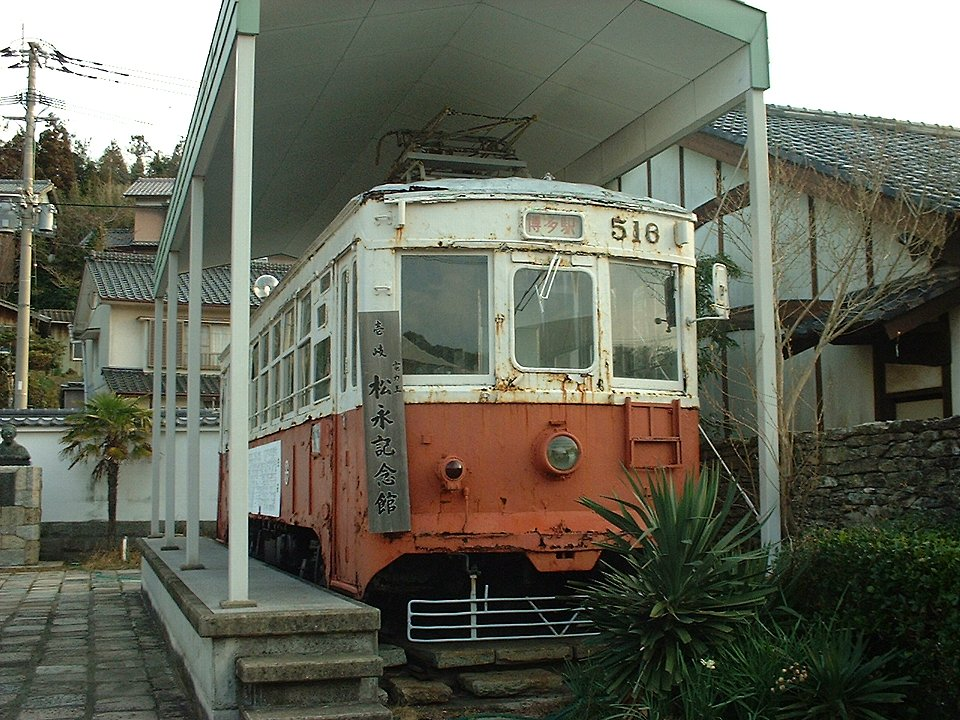

- 松永安左エ門の収集物や考古学の資料などを展示。
- 北村西望作の松永夫婦（安左エ門・一子）の胸像が設置されている。
- 松永安左エ門が福博電気軌道の設立（1909年（明治42年））に関係したことから、1979年（昭和54年）に廃止された西鉄福岡市内線の車両（500形516号）が1台壱岐に移送され、記念館の敷地内に展示されている[2]。

## 沿革
- 1970年（昭和45年）
  - 8月1日 - 壱岐郡石田村が町制施行により石田町となる。
  - 8月12日 - 町制施行の記念事業として記念館の建設が開始される。現存する生家と土蔵を補修し、新たに鉄筋コンクリート造平屋建ての記念館を建設。
- 1971年（昭和46年）
  - 6月16日 - 松永安左エ門が永眠（享年96）。
  - 7月24日 - 記念館が完成。落成式を石田町立石田小学校の熊本講堂で挙行。
- 2004年（平成16年）4月1日 - 壱岐市の発足により、記念館の運営が石田町から壱岐市に移る。

## 交通
最寄りの港
- 印通寺港から徒歩約10分 - 九州郵船が唐津東港（佐賀県唐津市）との間にフェリー「エメラルドからつ」・「あずさ」を運航している。所要時間は片道1時間40分。

最寄りのバス停
- 壱岐交通 「祝町」バス停から徒歩2分 （保健福祉センター バス停から名称変更）
  - 郷ノ浦港から - 印通寺（いんどうじ）経由芦辺行き、空港行き、山崎行き
  - 芦辺港・印通寺港から - 印通寺経由郷ノ浦行き
  - 壱岐空港から - 郷ノ浦行き

最寄りの道路
- 国道382号